# Fu (Yan'an)
Fu (en chino, 富; pinyin, Fù) es un condado  bajo la administración directa de la Prefectura Yan'an en la Provincia de Shaanxi, República Popular China.  Su área es de 4180 km² y su población total para 2010 superó los 140 mil habitantes.

## Administración
Desde julio de 2020, el  Condado Fu se divide en 8 pueblos que se administran en 1 subdistrito, 6  poblados y 1 villa.